# Giro di Sardegna 1962
Il Giro di Sardegna 1962, quinta edizione della corsa, si svolse dal 24 febbraio al 1º marzo 1962 su un percorso di 796 km, suddiviso su 6 tappe, la quinta suddivisa su due semitappe, con partenza da Roma e arrivo a Sassari. La vittoria fu appannaggio del belga Rik Van Looy, che completò il percorso in 22h40'35", precedendo gli italiani Diego Ronchini e Nino Defilippis.

## Tappe
| Tappa  | Data        | Percorso                  | km  | Vincitore di tappa | Leader cl. generale |
| ------ | ----------- | ------------------------- | --- | ------------------ | ------------------- |
| 1ª     | 24 febbraio | Roma > Civitavecchia      | 187 | Guido Carlesi      | Guido Carlesi       |
| 2ª     | 25 febbraio | Carbonia > Cagliari       | 84  | Antonio Bailetti   | ?                   |
| 3ª     | 26 febbraio | Cagliari > Nuoro          | 205 | Rik Van Looy       | ?                   |
| 4ª     | 27 febbraio | Nuoro > Olbia             | 133 | Vittorio Adorni    | ?                   |
| 5ª-1   | 28 febbraio | Olbia > Tempio Pausania   | 46  | Emile Daems        | ?                   |
| 5ª-2   | 28 febbraio | Tempio Pausania > Alghero | 98  | Rik Van Looy       | ?                   |
| 6ª     | 1º marzo    | Alghero > Sassari         | 83  | Antonio Bailetti   | Rik Van Looy        |
| Totale | Totale      | Totale                    | 796 |                    |                     |

## Dettagli delle tappe

### 1ª tappa
- 24 febbraio: Roma > Civitavecchia – 187 km

Risultati
| Pos. | Corridore       | Squadra  | Tempo    |
| ---- | --------------- | -------- | -------- |
| 1    | Guido Carlesi   | Philco   | 4h47'03" |
| 2    | Rik Van Looy    | Flandria | ?        |
| 3    | Nino Defilippis | Carpano  | ?        |

| Pos. | Corridore     | Squadra | Tempo |
| ---- | ------------- | ------- | ----- |
| 1    | Guido Carlesi | Philco  | ?     |

### 2ª tappa
- 25 febbraio: Carbonia > Cagliari – 84 km

Risultati
| Pos. | Corridore        | Squadra | Tempo    |
| ---- | ---------------- | ------- | -------- |
| 1    | Antonio Bailetti | Carpano | 2h03'07" |
| 2    | Dino Bruni       | Gazzola | ?        |
| 3    | Noè Conti        | Philco  | ?        |

| Pos. | Corridore | Squadra | Tempo |
| ---- | --------- | ------- | ----- |
| 1    | ?         | ?       | ?     |

### 3ª tappa
- 26 febbraio: Cagliari > Nuoro – 205 km

Risultati
| Pos. | Corridore          | Squadra  | Tempo    |
| ---- | ------------------ | -------- | -------- |
| 1    | Rik Van Looy       | Flandria | 5h48'00" |
| 2    | Nino Defilippis    | Carpano  | ?        |
| 3    | Giuseppe Fallarini | Molteni  | ?        |

| Pos. | Corridore | Squadra | Tempo |
| ---- | --------- | ------- | ----- |
| 1    | ?         | ?       | ?     |

### 4ª tappa
- 27 febbraio: Nuoro > Olbia – 133 km

Risultati
| Pos. | Corridore         | Squadra     | Tempo    |
| ---- | ----------------- | ----------- | -------- |
| 1    | Vittorio Adorni   | Philco      | 3h06'56" |
| 2    | Alberto Marzaioli | San Pelleg. | ?        |
| 3    | Willy Schroeders  | Faema       | ?        |

| Pos. | Corridore | Squadra | Tempo |
| ---- | --------- | ------- | ----- |
| 1    | ?         | ?       | ?     |

### 5ª tappa, 1ª semitappa
- 28 febbraio: Olbia > Tempio Pausania – 46 km

Risultati
| Pos. | Corridore        | Squadra     | Tempo    |
| ---- | ---------------- | ----------- | -------- |
| 1    | Emile Daems      | Philco      | 1h22'48" |
| 2    | Willy Schroeders | Faema       | ?        |
| 3    | Vincenzo Meco    | San Pelleg. | ?        |

| Pos. | Corridore | Squadra | Tempo |
| ---- | --------- | ------- | ----- |
| 1    | ?         | ?       | ?     |

### 5ª tappa, 2ª semitappa
- 28 febbraio: Tempio Pausania > Alghero – 98 km

Risultati
| Pos. | Corridore      | Squadra     | Tempo    |
| ---- | -------------- | ----------- | -------- |
| 1    | Rik Van Looy   | Flandria    | 3h02'41" |
| 2    | Diego Ronchini | Ghigi       | ?        |
| 3    | Vincenzo Meco  | San Pelleg. | ?        |

| Pos. | Corridore | Squadra | Tempo |
| ---- | --------- | ------- | ----- |
| 1    | ?         | ?       | ?     |

### 6ª tappa
- 1º marzo: Alghero > Sassari – 83 km

Risultati
| Pos. | Corridore        | Squadra     | Tempo    |
| ---- | ---------------- | ----------- | -------- |
| 1    | Antonio Bailetti | Carpano     | 2h29'17" |
| 2    | Edgard Sorgeloos | Faema       | ?        |
| 3    | Vincenzo Meco    | San Pelleg. | ?        |

| Pos. | Corridore       | Squadra  | Tempo     |
| ---- | --------------- | -------- | --------- |
| 1    | Rik Van Looy    | Flandria | 22h40'35" |
| 2    | Diego Ronchini  | Ghigi    | a 57"     |
| 3    | Nino Defilippis | Carpano  | a 1'00"   |

## Classifiche finali

### Classifica generale
| Pos. | Corridore           | Squadra        | Tempo     |
| ---- | ------------------- | -------------- | --------- |
| 1    | Rik Van Looy        | Flandria-Faema | 22h40'35" |
| 2    | Diego Ronchini      | Ghigi          | a 57"     |
| 3    | Nino Defilippis     | Carpano        | a 1'00"   |
| 4    | Giuseppe Fallarini  | Molteni        | a 1'15"   |
| 5    | Gastone Nencini     | Ignis          | s.t.      |
| 6    | Joseph Planckaert   | Flandria-Faema | s.t.      |
| 7    | Graziano Battistini | Legnano        | a 8'30"   |
| 8    | Arnaldo Pambianco   | Ignis          | a 11'16"  |
| 9    | Noè Conti           | Philco         | a 11'46"  |
| 10   | Guido Carlesi       | Philco         | a 12'12"  |